# Versailleská smlouva (1756)
Versailleská smlouva (označovaná též jako první versailleská smlouva) byla spojenecká dohoda mezi Francií a Rakouskem uzavřená v roce 1756. V sérii dynastických konfliktů 18. století se jednalo o zásadní změnu aliancí evropských mocností, která ukončila staletou rivalitu mezi Bourbony a Habsburky. Smlouva známá také jako diplomatická revoluce byla vyvrcholením ambicí rakouského kancléře Kounice a jedním z přelomů zahraniční politiky habsburské monarchie v 18. století. Přes nepříliš vydařenou účast nové aliance v sedmileté válce trvaly přátelské vztahy mezi oběma zeměmi i nadále. Spojenectví Francie a Rakouska bylo později v roce 1770 stvrzeno sňatkem budoucího krále Ludvíka XVI. s arcivévodkyní Marií Antoinettou, dcerou Marie Terezie. Spojenectví formálně trvalo až do Velké francouzské revoluce, respektive do 20. dubna 1792, kdy francouzské Zákonodárné národní shromáždění odhlasovalo válečný stav proti císaři Františkovi I.

## Přípravná jednání

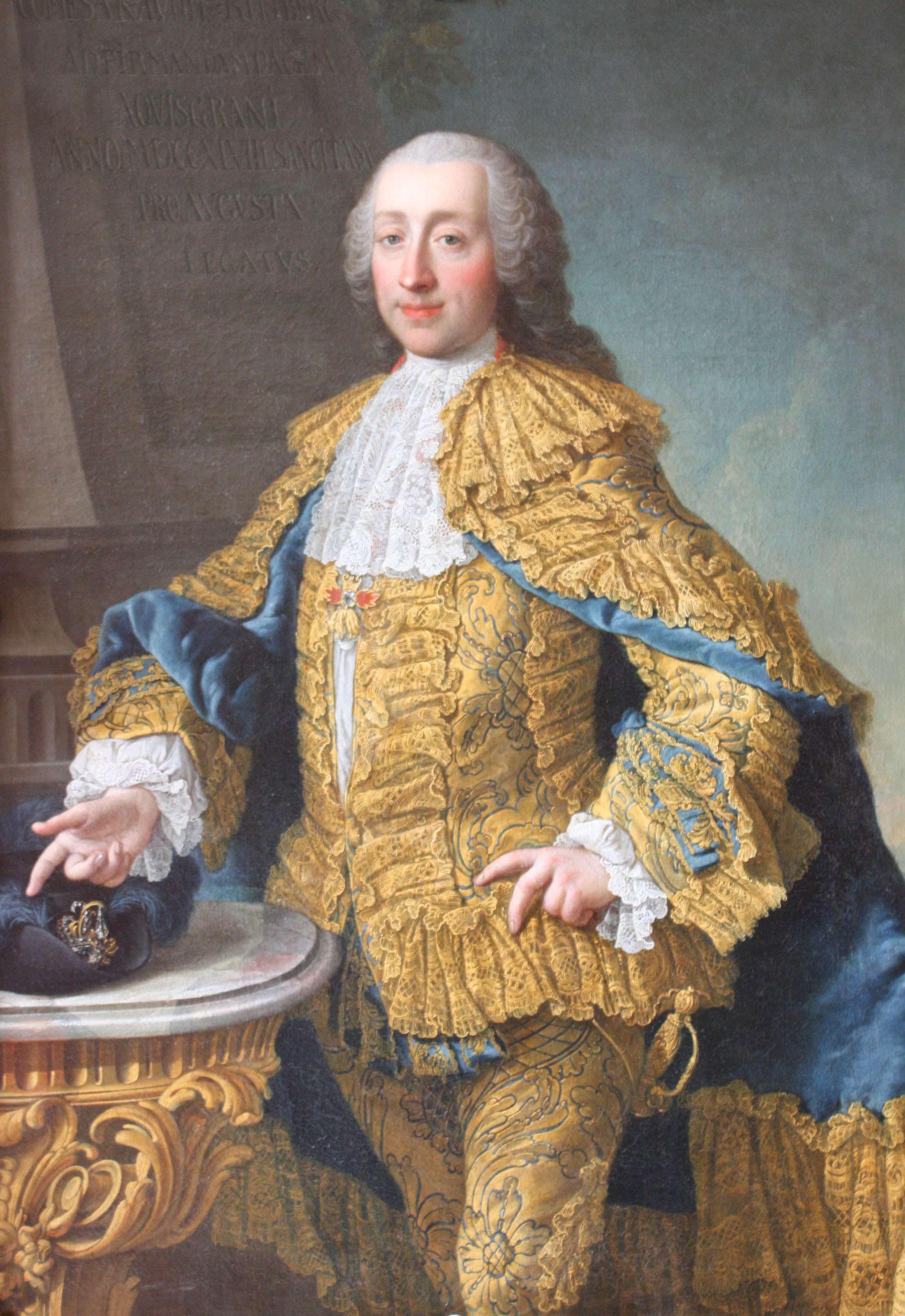
Rakouský státní kancléř Václav Antonín z Kounic-Rietbergu

Výsledky války o rakouské dědictví a Cášský mír příliš neuspokojil žádnou ze zúčastněných mocností, pro habsburskou monarchii znamenaly především ztrátu Slezska. Ambiciózní rakouský diplomat Václav Antonín z Kounic, který byl od roku 1750 vyslancem v Paříži, přišel s návrhem na zásadní změnu aliancí v Evropě, která měla habsburské monarchii udržet velmocenské postavení a především získat znovu ztracené Slezsko. Kounic vycházel z předpokladu, že z pohledu Vídně není důležité nadále udržovat spojenectví s Velkou Británií a jejího velmocenského postavení v Evropě a v zámoří. Jeho cílem bylo izolovat Prusko a tím si otevřít cestu ke znovudobytí Slezska. Na myšlenku paktu proti námořnímu vzestupu Británie příznivě reagovala Francie, která z posledního konfliktu nevyšla nejlépe (výsledky Cášského míru byly ve Francii řadu let označovány dehonestujícím úslovím blbý jako mír).
Kounic začal možnosti sblížení s Francií sondovat již jako vyslanec v Paříži, ale v roce 1753 byl jako nejschopnější z rakouských diplomatů povolán do Vídně a jmenován do funkce státního kancléře. Zamýšlené změny v mocenských aliancích se ale nevzdal a pro spojenectví s Francií získal jak Marii Terezii, tak prostřednictvím královy favoritky markýzy de Pompadour také francouzského krále Ludvíka XV. Principy rakouské zahraniční politiky nastínil kancléř Kounic ve svém memorandu z 28. srpna 1755. Jeho základním bodem bylo zničení Pruska s tím, že habsburská monarchie v boji o bohaté Slezsko byla ochotna vzdát se Rakouského Nizozemí nebo podpořit dávné francouzské ambice v Polsku. Samotnému začátku jednání předcházel osobní dopis Marie Terezie markýze de Pompadour, která byla značně polichocena, že se stala významnou osobností evropské mezinárodní politiky. Díky jejímu vlivu se následně souhlasně k vyjednávání vyjádřil král Ludvík XV., který se ale zároveň ještě nevzdával orientace na Berlín.

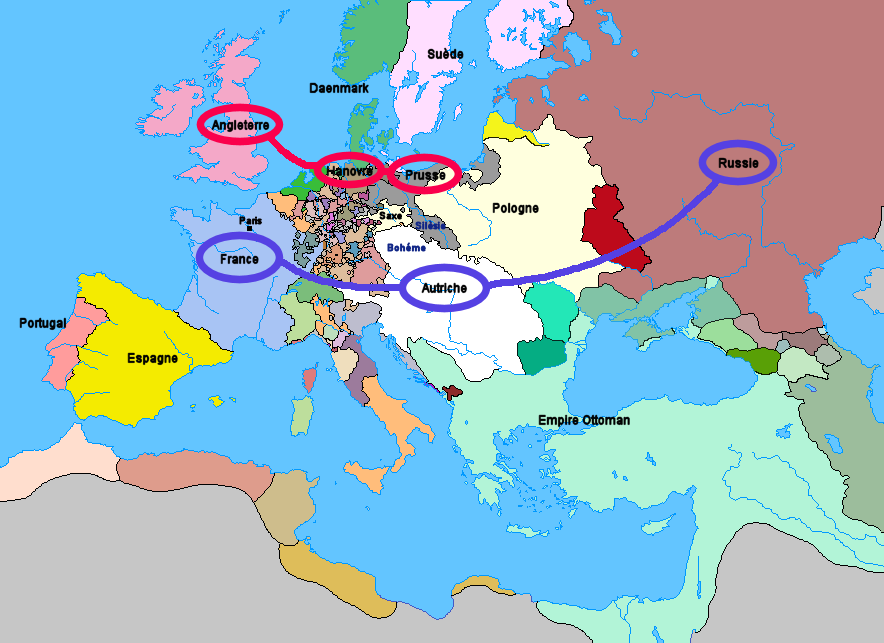
Systém aliancí evropských mocností v sedmileté válce

Z Kounicova pověření odjel v roce 1755 do Francie jako nový vyslanec hrabě Jiří Adam Starhemberg, který měl pokračovat v jednáních. Ještě z doby Kounicova pobytu v Paříži byl jako vyjednavač za francouzskou stranu zvažován příslušník vedlejší linie rodu Bourbonů princ Conti, ten ale v polovině padesátých let ztratil své pozice u dvora. Jako partner byl proto nově určen zkušený diplomat abbé Bernis, který se krátce předtím vrátil z vyslanecké mise v Benátkách. Starhemberg se s Bernisem setkal poprvé v utajení 3. září 1755 na zámku Bellevue u Sèvres a seznámil jej s rakouskými návrhy, které původně pro případ války počítaly jen s francouzskou finanční pomocí. Starhemberg ale brzy vycítil, že nejlépe bude jednat přímo s markýzou de Pompadour (s níž se sešel již o několik dní dříve), která měla nejblíže ke králi a sama byla myšlence spojenectví s Rakouskem nakloněna. Jednání o nové alianci však nebyla jednoduchá, protože na obou stranách byla příliš zakořeněná tradice rivality mezi Francií a Rakouskem s přesahem až do počátku 15. století. Proti novému spojenectví se postavila řada významných osobností, které vznesly pochybnosti. Ve Vídni to byl například říšský vicekancléř Rudolf Josef Colloredo, v Paříži ministr zahraničí hrabě de Jouy. Převážila však síla Kounicových argumentů, který dokázal Marii Terezii přesvědčit o správnosti svého konání. Rozhovory mezi rakouskými a francouzskými diplomaty nabraly na intenzitě až počátkem roku 1756, kdy mezitím pružnější Británie po počátečním sondování o možnostech aliance s Ruskem uzavřela urychleně spojenectví s Pruskem (tzv. westminsterská konvence z ledna 1756).

## Smlouva

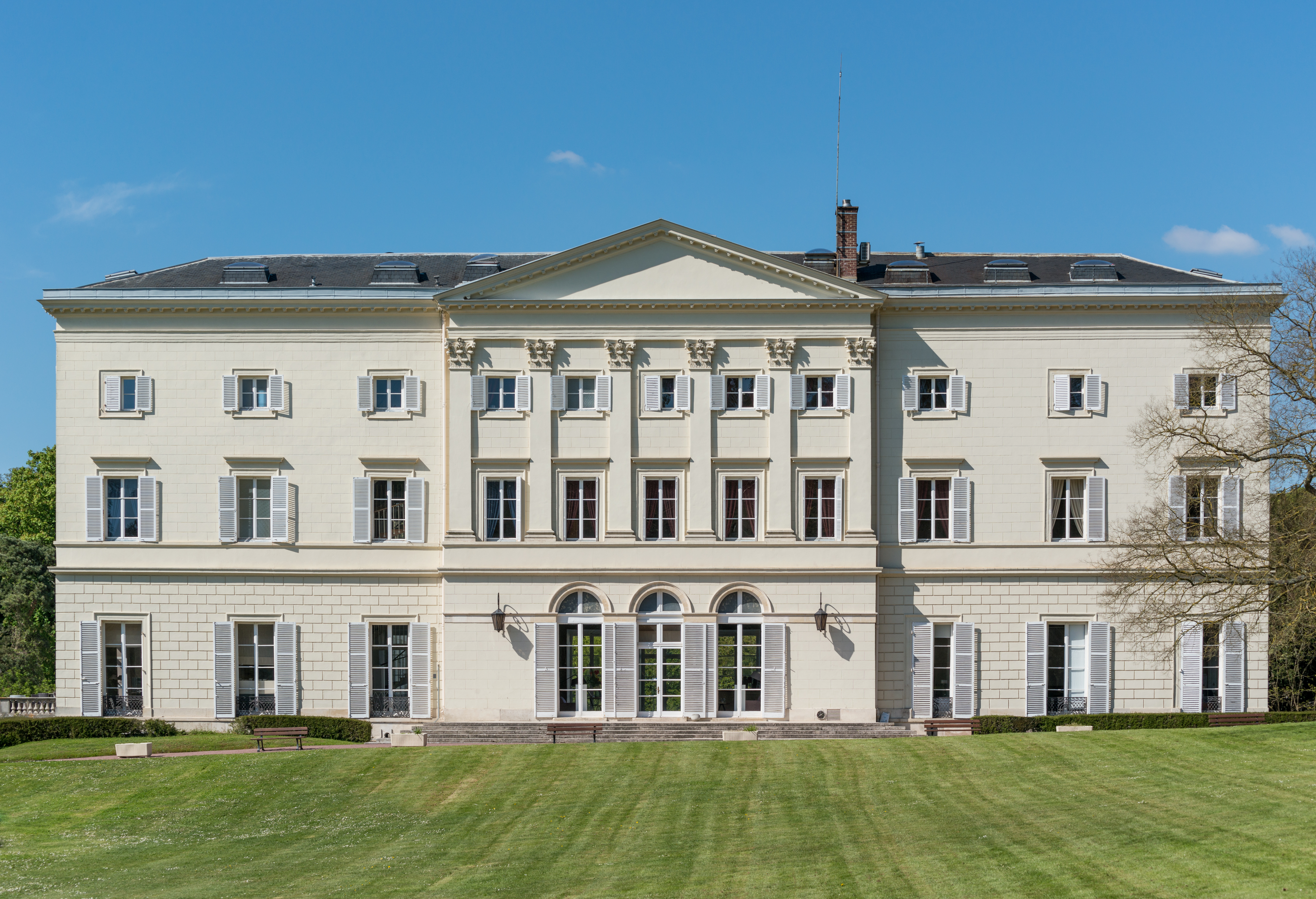
Zámek Jouy-en-Josas, sídlo francouzského ministra zahraničí hraběte de Jouy a místo podpisu smlouvy

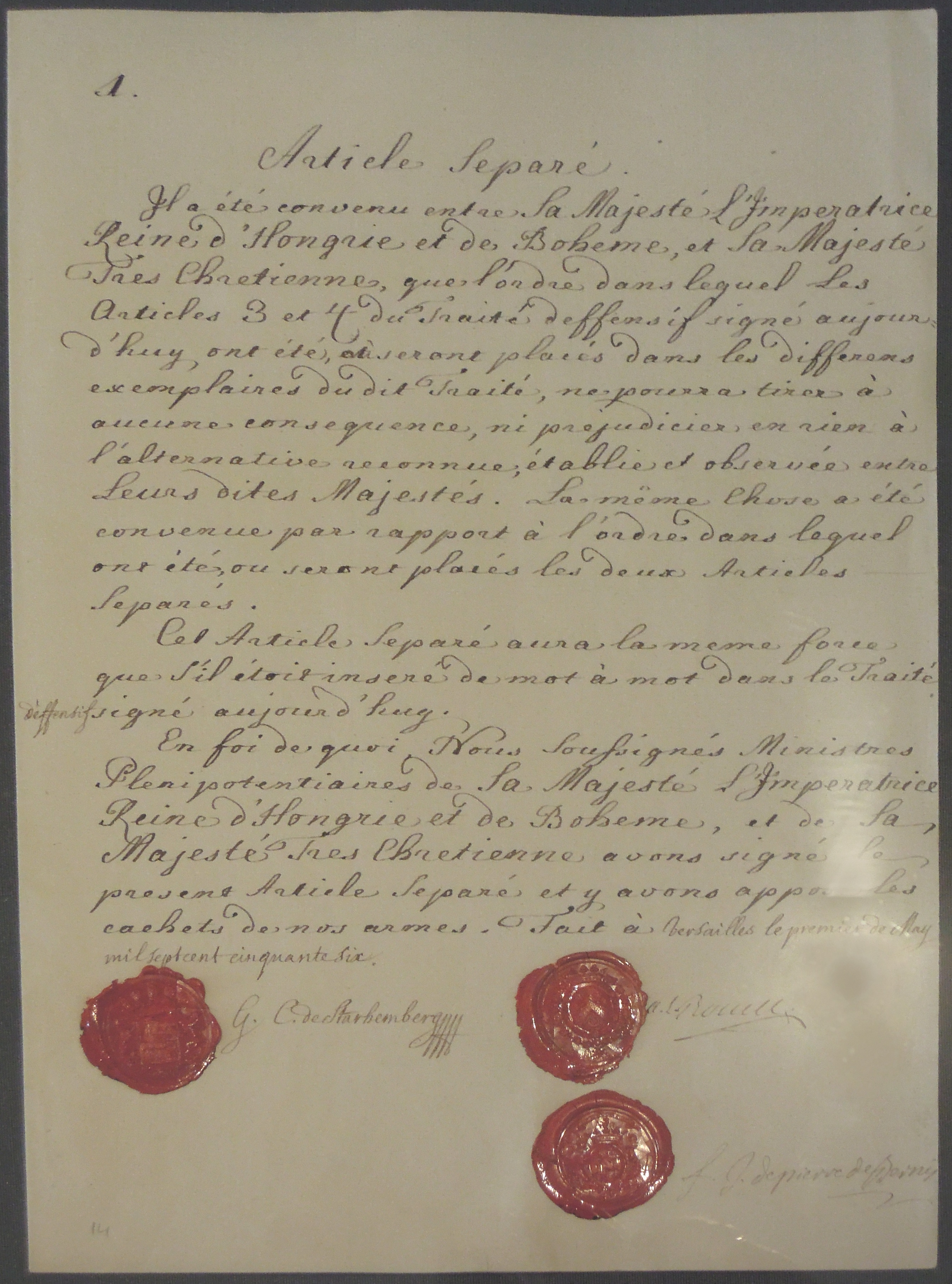
Poslední strana versailleské smlouvy, vlevo podpis rakouského vyslance hraběte Starhemberga, vpravo podpisy francouzských zástupců hraběte de Jouy a abbé Bernise

Samotný akt podpisu smlouvy se neodehrál ve Versailles, ale na zámku Jouy-en-Josas přibližně deset kilometrů od jihovýchodně od královské rezidence. Tento zámek byl sídlem tehdejšího francouzského ministra zahraničí hraběte de Jouy, který ji také za Francii podepsal. Druhým francouzským signatářem byl hlavní vyjednavač abbé de Bernis, za Rakousko smlouvu svým podpisem stvrdil vyslanec hrabě Starhemberg.
Úvodní část obsahovala zdvořilostní fráze o vzájemném přátelství, garanci území obou mocností v Evropě a potvrzení všech dosavadních smluv počínaje vestfálským mírem z roku 1648. Hlavním bodem ujednání byla neutralita, k níž se Rakousko zavázalo v případě francouzské války s Británií. V případě útoku třetí mocnosti si obě země přislíbily pomoc v podobě 24 000 vojáků, z toho 6000 jezdců. Zatímco Rakousko se zároveň zavázalo k pomoci Francii při útoku jakéhokoliv britského spojence, Francie se naopak vyvázala z povinnosti pomoci Vídni v případě války s Pruskem. V Paříži i ve Vídni byla smlouva přijata s nadšením a vzápětí ji ratifikovali oba panovníci (Ludvík XV. 2. května, Marie Terezie 19. května). Text smlouvy byl uveřejněn ve všech evropských novinách a na oslavu byly raženy pamětní medaile. Kromě publikovaných částí smlouva obsahovala i neveřejné dodatky, proto bývá někdy označována jako tajná. Ve Francii převládlo přesvědčení, že smlouva umožní volné ruce pro válku s Británií v koloniích, ještě v létě 1756 ale pruským vpádem do Čech začala sedmiletá válka, do které se vzápětí zapojila i francouzská vojska.
O rok později byly francouzsko-rakouské vztahy doplněny další dohodou, která je proto označována jako tzv. druhá versailleská smlouva (1757). To bylo již v době sedmileté války a tato smlouva zavazovala obě strany přímo ke společnému vojenskému postupu proti Prusku.
Na počest smlouvy bylo v Nancy pojmenováno náměstí Place d'Alliance. Uprostřed náměstí stojí monumentální barokní kašna s alegorickou sochařskou výzdobou, která odkazuje na francouzsko-rakouské spojenectví. Náměstí je od roku 1983 zapsáno na seznamu památek UNESCO.